# Tierzo
Tierzo ist ein Ort und eine Gemeinde (municipio) mit 34 Einwohnern (Stand: 2024) im Osten der Provinz Guadalajara in der Autonomen Gemeinschaft Kastilien-La Mancha in Zentralspanien. 

## Lage und Klima
Tierzo liegt im Iberischen Gebirge in einer Höhe von 1140 m. Die Entfernung zur westsüdwestlich gelegenen Provinzhauptstadt Guadalajara beträgt ca. 85 Kilometer (Fahrtstrecke). Das Klima ist warm und gemäßigt; der Jahresgesamtniederschlag beträgt 581 mm.

## Bevölkerungsentwicklung
| Jahr      | 1960 | 1970 | 1981 | 1991 | 2001 | 2011 | 2021 |
| Einwohner | 283  | 118  | 56   | 47   | 58   | 40   | 48   |

## Sehenswürdigkeiten
- Kirche Mariä Geburt
- Festes Haus von Vega de Arias

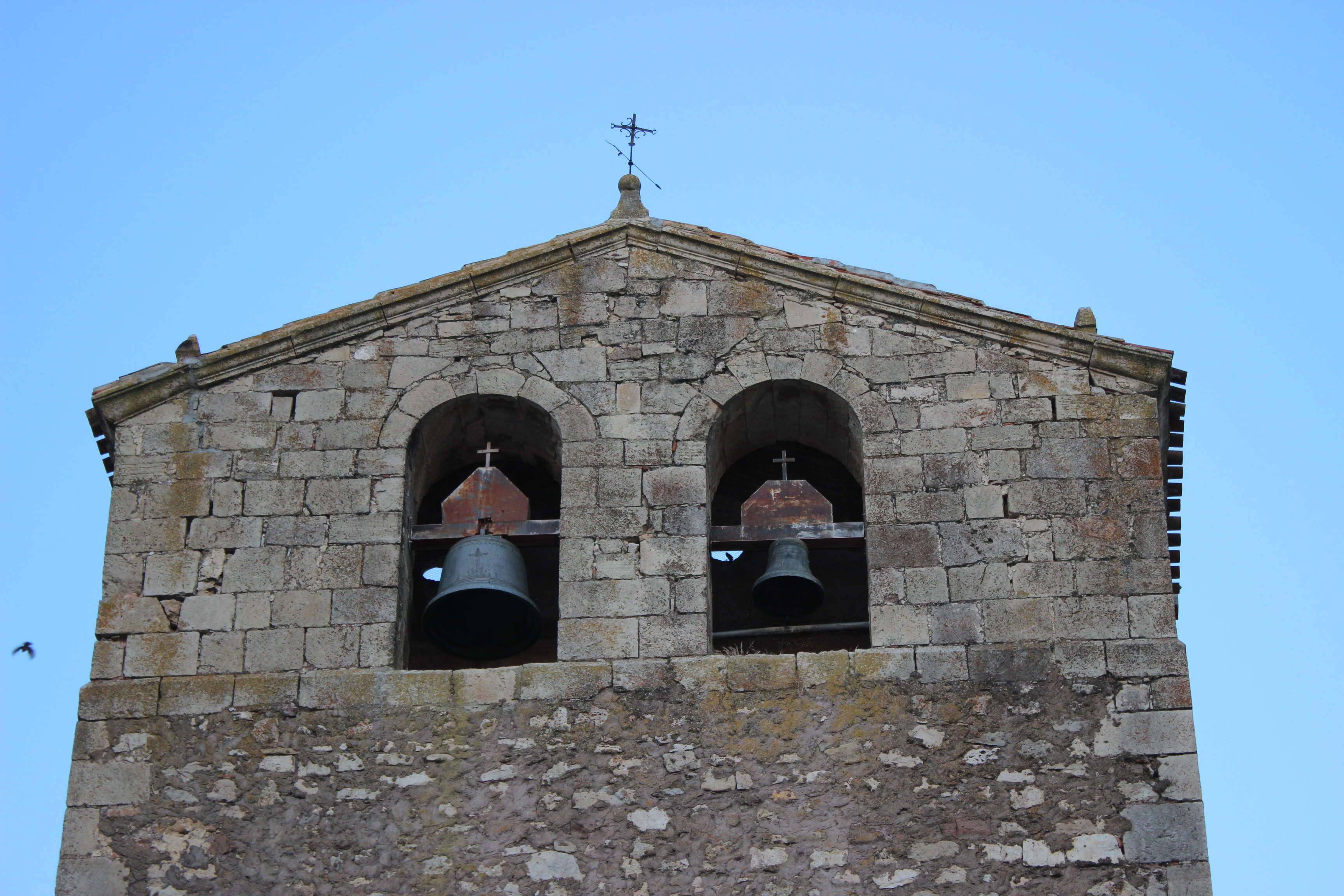
Glockengiebel der Kirche Mariä Geburt
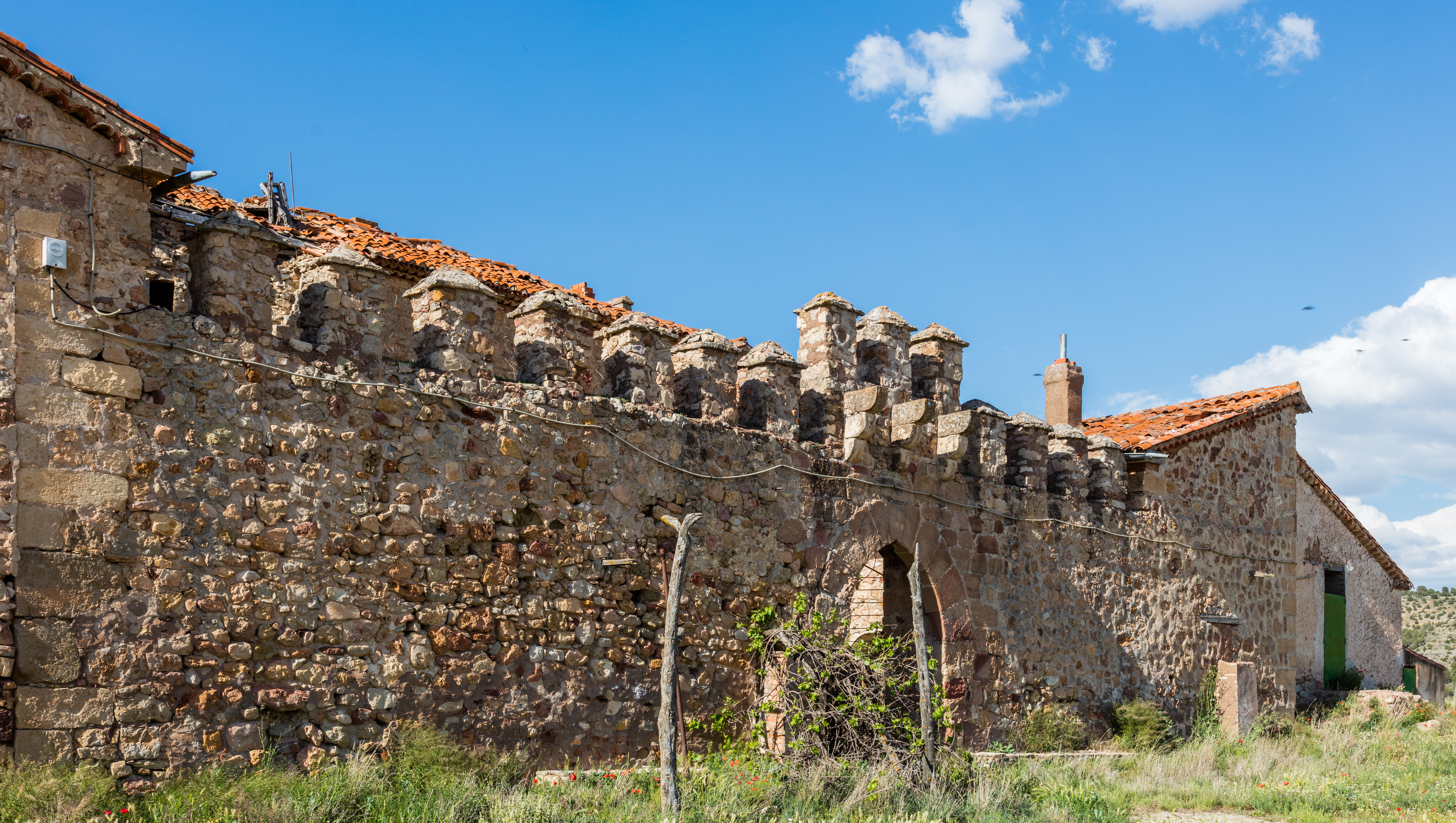
Festes Haus
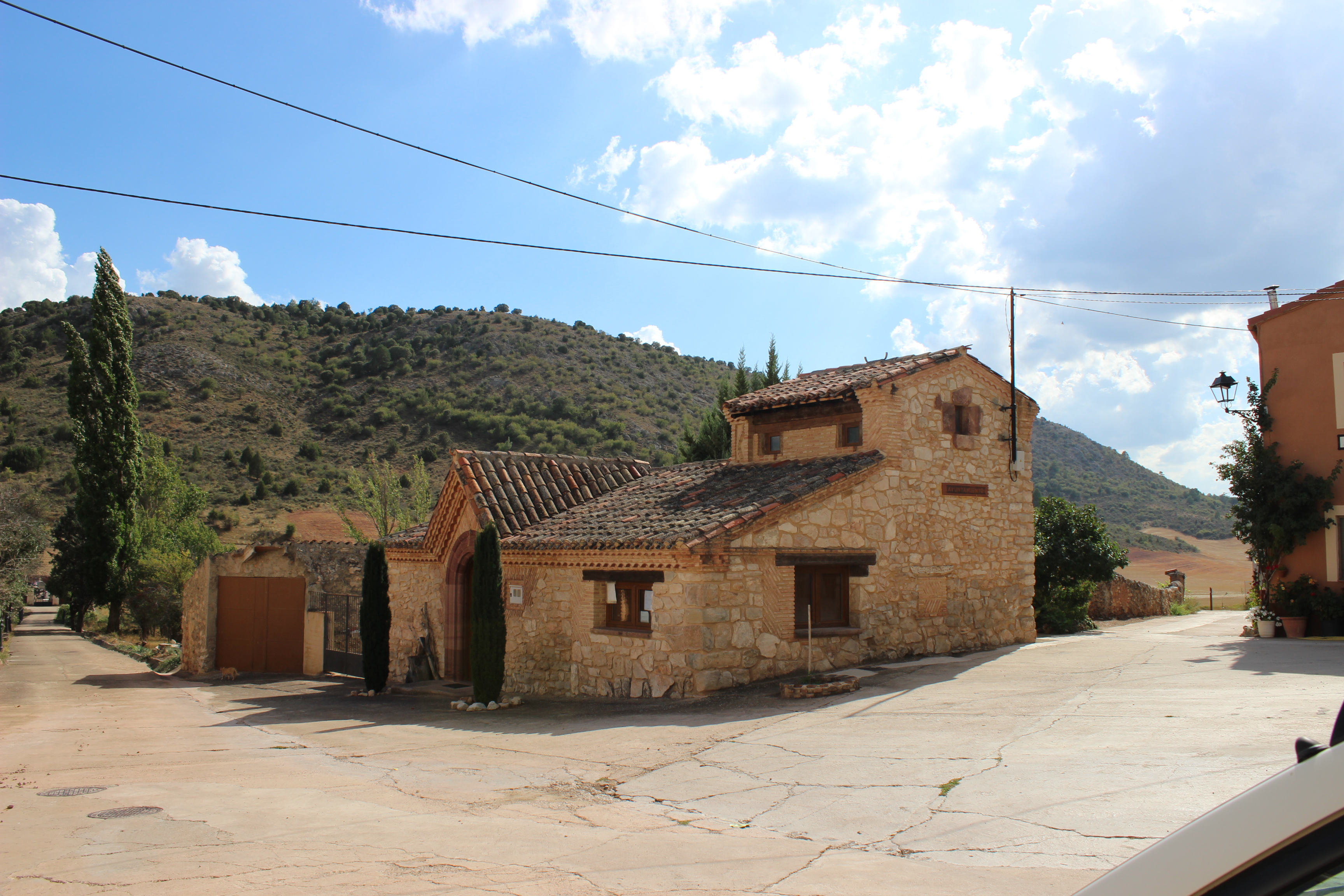
Rathaus